# Abu Jakub Jusuf I.
Abu Jakub Jusuf I. (arabsko أبو ياقبو يوسف, Abū Ja'qūb Jūsuf) je bil drugi almohadski emir in kalif, ki je vladal iz Marakeša od leta 1163 do 1184, * 1135, † 14. oktober 1184.
Jusuf I. je zaslužen za gradnjo Giralde v Sevilji, ki je bila del velike nove mošeje. Bil je vnet študent filozofije in Averroesov mecen.

## Življenje
Jusuf je bil sin Abd al-Mu'mina, prvega kalifa Almohadske dinastije. Njegova mati je bila Safija bint Abi Imran iz Tinmela, hčerkE Ibn Tumratovega spremljevalca Abu Imrana Muse ibn Sulejmana al-Kafifa. Tako kot številni almohadski vladarji je bil Jusuf I. naklonjen zahiritski ali dobesedni šoli muslimanskega prava in je bil tudi sam verski učenjak. Rečeno je bilo, da se je naučil na pamet Sahih Bukhari in Sahih Muslim, zbirki Mohamedovih izjav, ki veljata za kanonični v sunitskem islamu. Bil je pokrovitelj teologov svojega časa.Na svojem dvoru je gostil cenjene pisatelje, kot sta bila Ibn Rušd in Ibn Tufail.  Jusuf je za svojega glavnega sodnika izbral kordovskega polihistorja Ibn Madaa. Med almohadskimi reformami je skupaj z njim  nadziral prepoved kakršnega koli verskega gradiva, ki so ga napisali nezahiriti. Jusufov sin Jakub al-Mansur je sčasoma peljal reforme še dlje in nezahiritske knjige sežigal, namesto da bi jih zgolj prepovedal.
Leta 1170 je vdrl v Iberijo, osvojil Al Andaluz ter opustošil Valencijo in Katalonijo. Naslednje leto se je ustalil v Sevilji. Ukazal je gradnjo številnih zgradb, kot so Alcazar, palača Buhaira in trdnjava Alcalá de Guadaíra.
Med obleganjem Santaréma leta 1184 je bil ranjen in na poti v Seviljo v bližini Évore umrl. Pokopan je bil v Tinmelu.